# Perú
|  | No s'ha de confondre amb Peru. |

El Perú (castellà: Perú, quítxua: Piruw, aimara: Piruw), oficialment la República del Perú, és un país de Sud-amèrica que confronta al nord amb l'Equador i Colòmbia, a l'est amb el Brasil, al sud-est amb Bolívia, al sud amb Xile i a l'oest amb l'oceà Pacífic. Té una geografia complexa dominada principalment per la serralada dels Andes i els corrents del Pacífic, que li donen climes i paisatges molt variats, d'una costa desèrtica a la Puna dels Andes o a la selva tropical de la conca de l'Amazones.
El territori peruà fou la llar de la civilització del Norte Chico, una de les més antigues del món, i posteriorment de l'Imperi inca, l'estat més gran de la Sud-amèrica precolombina. L'Imperi espanyol va conquerir el territori durant el segle xvi i hi va establir un virregnat des del qual es va governar, per un temps, tot el subcontinent. Després d'aconseguir la seva independència, el Perú va viure períodes d'inestabilitat política i econòmica, alternada amb períodes de creixement i prosperitat econòmica.
El Perú en l'actualitat és una república democràtica i representativa dividida en vint-i-cinc regions. És un país en vies de desenvolupament amb un índex de desenvolupament humà mitjà i amb una elevada desigualtat econòmica. Les activitats econòmiques principals són l'agricultura, la pesca, la mineria i la manufactura de tèxtils. La població peruana, estimada en 28 milions, és multiètnica, fonamentada en els pobles indígenes, però inclou la influència europea, africana i asiàtica. La llengua principal hi és el castellà, tot i que un percentatge significatiu de la població parla el quítxua o altres llengües ameríndies nadiues. Aquesta combinació de tradicions culturals té com a resultat una ampla diversitat d'expressions en camps com ara l'art, la cuina, la literatura i la música.

## Etimologia
La paraula "Perú" deriva de Birú el nom d'un governador local que va viure a prop del golf de San Miguel al Panamà, a mitjan segle xvi. Els seus territoris, visitats pels exploradors espanyols el 1522, eren la regió més meridional del nou món que els europeus havien visitat. Quan Francisco Pizarro va explorar les regions encara més al sud, aquestes van ser designades Birú o Perú. La corona espanyola va donar al nom un estat legal el 1529 amb la capitulació de Toledo, la qual va designar l'Imperi Inca, que havien confrontat, com la província del Perú. Sota el govern espanyol, el territori va adoptar la denominació de Virregnat del Perú, que es va convertir en la República del Perú després de la seva independència.

## Geografia
El Perú es troba a la regió occidental de Sud-amèrica entre l'equador i el tròpic de Capricorn. Té una superfície d'1.285.220 km², que el fa el 20è país més extens del món i el tercer del subcontinent. Limita al nord amb l'Equador, al nord-est amb Colòmbia, a l'est amb el Brasil, al sud amb Xile i a l'oest amb l'oceà Pacífic. Té una gran varietat de paisatges i climes, per les seves condicions geogràfiques, que també li han donat una gran diversitat de recursos naturals.

### Geologia i relleu

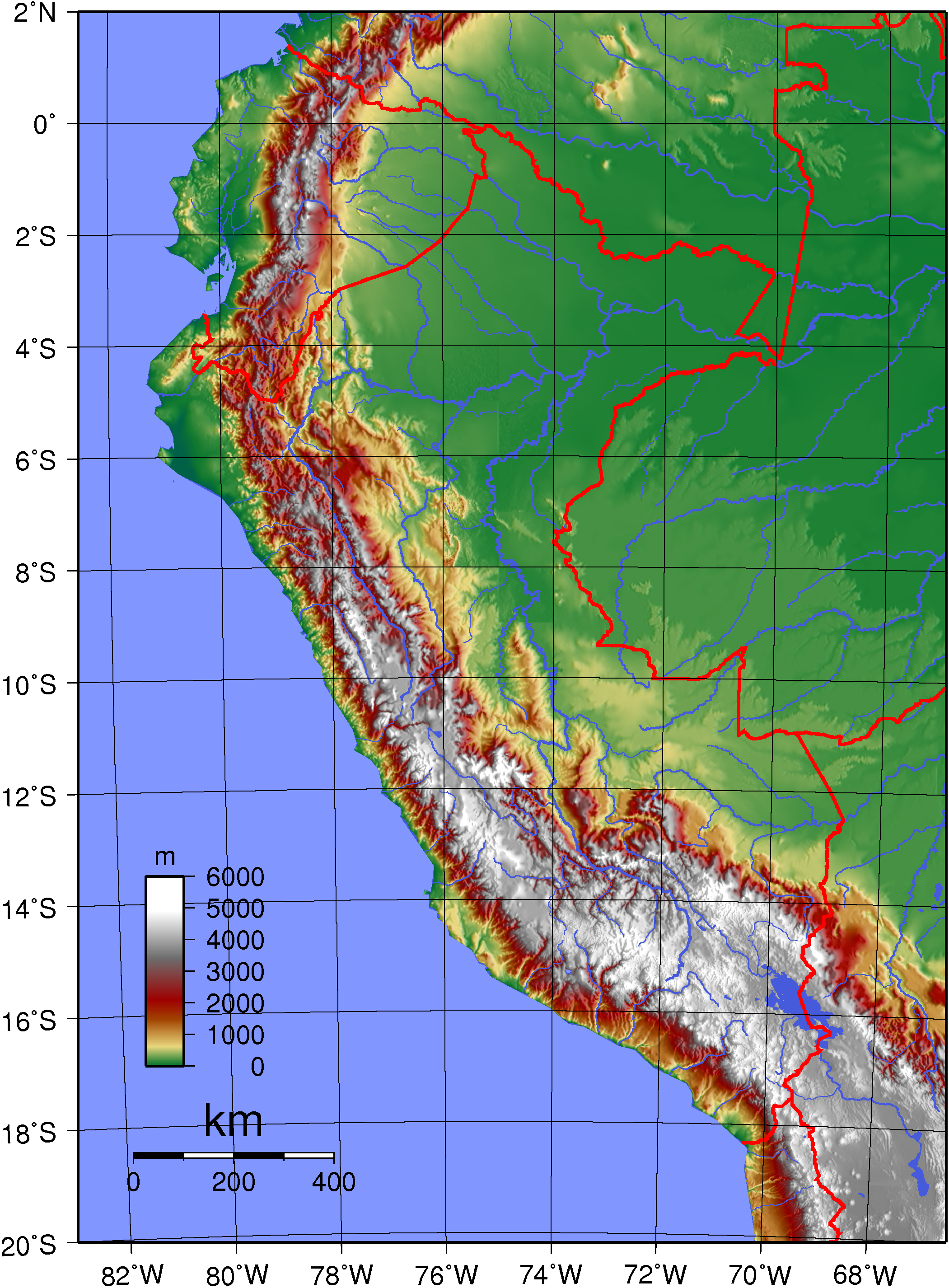
Mapa topogràfic del Perú

El territori del Perú és delimitat per les plaques sud-americanes i la de Nazca, les quals comparteixen un límit convergent de subducció de manera paral·lela a la costa occidental sud-americana. Aquesta subducció va formar, durant el Juràssic, la fossa de Perú-Xile, així com la serralada dels Andes. L'erosió de la serralada ha format a l'est una vasta plana on abans de l'aparició dels Andes hi havia una porció de mar. Aquesta regió sedimentària és la plana amazònica. El mateix procés d'erosió ha causat l'escarpament dels Andes. Atesa la subducció tectònica, el territori del Perú és altament sísmic i hi ha regions amb activitat volcànica, en especial al sud. El territori peruà es troba en el Cinturó de Foc del Pacífic.
La serralada dels Andes és paral·lela a la costa pacífica, i divideix el país en tres regions geogràfiques:
- La costa, a l'oest, és una plana angosta majoritàriament àrida, llevat d'algunes valls formades per rius estacionals;
- La serralada mateixa, que inclou l'altiplà andí i el pic més elevat del país, el Huascarán, amb 6.768 m;[7] i
- La selva, una extensió ampla i plana coberta per la selva amazònica a l'est, i ocupa el 60% de la superfície total del país,[8] tot i ser la menys poblada.

### Clima

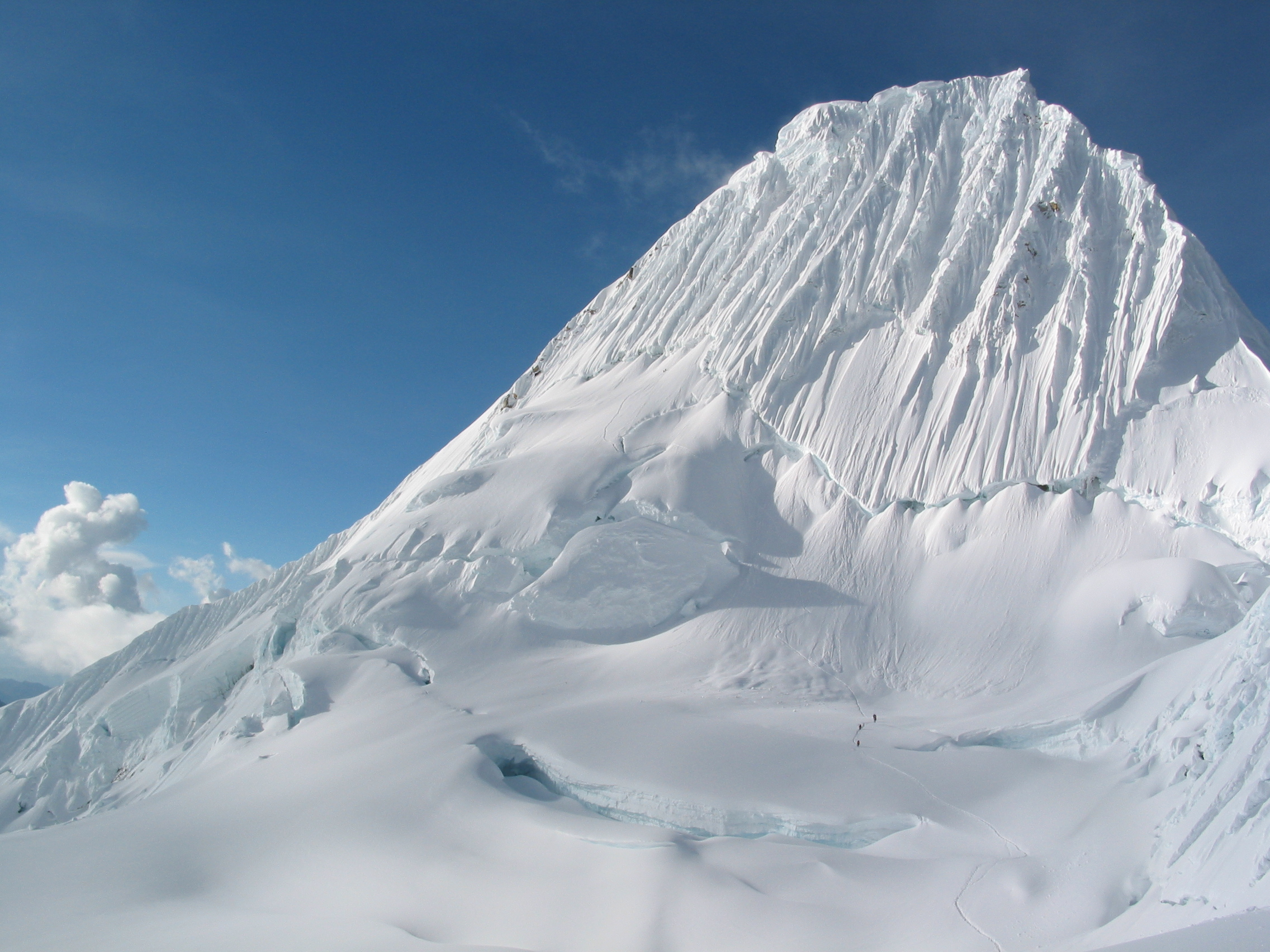
Alpamayo, pic dels Andes peruans

Tot i que el Perú es troba en una regió equatorial, no presenta un clima exclusivament tropical; la influència dels Andes i el corrent de Humboldt hi produeixen una gran diversitat climàtica. Les temperatures de la costa són moderades, amb precipitacions baixes i amb humitat elevada, llevat de la regió més septentrional. A la serralada, les pluges són freqüents durant l'estiu, mentre que la temperatura i la humitat disminueixen en augmentar l'altitud fins a arribar als pics gelats dels Andes. La selva es caracteritza per les pluges abundants i les altes temperatures, llevat de la regió més meridional, la qual experimenta hiverns freds i pluges estacionals.

### Hidrografia
La majoria dels rius peruans s'originen als Andes i drenen una de les tres conques hidrogràfiques del país. Els rius que desemboquen a l'oceà Pacífic són curts i de règim estacional. Els tributaris del riu Amazones són més llargs, més cabalosos i amb pendents menors. Els rius que desemboquen al llac Titicaca són curts i de gran cabal. Els rius més extensos del Perú són el riu Ucayali, el Marañón, el riu Putumayo, el riu Yavarí, el Huallaga, el riu Urubamba, el Mantaro i el riu Amazones.

### Ecologia
El relleu accidentat i la història natural del Perú han fet del país un territori megadivers, amb una gran varietat d'ecosistemes i, en conseqüència, amb una gran diversitat de flora i fauna. Tot i que tradicionalment s'ha considerat que hi ha, al Perú, tres regions naturals, hi ha, de fet, sis biomes terrestres: dos de marins i tres d'aigua dolça.
Quant al mar peruà, dos corrents marins que discorren en sentit oposat caracteritzen dos ecosistemes diferents. Al nord, des de la latitud 3,2°S fins a la latitud 6°S, hi ha el corrent del Niño o la zona del mar càlid, amb temperatures que oscil·len entre els 20 °C i els 27 °C. Aquest corrent envaeix el corrent de Humboldt, que caracteritza la regió de mar fred amb temperatures que oscil·len entre els 12 °C i els 19 °C.

## Política i govern

### Estructura constitucional
El Perú és una república presidencialista de representació democràtica amb un sistema multipartidista. El sufragi és universal i obligatori per a tots els ciutadans entre els 18 i els 70 anys. En les eleccions generals del 2006, el candidat del Partit Aprista Peruà, Alan García va aconseguir, en la segona volta, el 52,6% dels vots. En les últimes eleccions generals del 2011, el candidat del Partit Nacionalista Peruà, Ollanta Humala, va aconseguir, en la segona volta, el 52,6% dels vots, i és l'actual president del Perú. La constitució del Perú estableix una clara separació de poders, comuna dels sistemes presidencialistes:
- el poder executiu és ocupat pel president de la República, el qual és el cap d'estat i el cap de govern alhora, electe per un període de cinc anys sense la possibilitat de reelecció immediata; és, a més, encarregat de la defensa nacional i presideix les forces armades del Perú; elegeix el primer ministre i tots dos elegeixen els membres del Consell de Ministres, l'òrgan encarregat de la direcció i la gestió dels serveis públics de l'estat. La primera ministra actual és Ana Jara;
- el poder legislatiu és ocupat pel Congrés de la República, que presenta l'opinió pluralista de la nació i està integrada per una sola cambra de 120 membres elegits per un període de cinc anys; i
- el poder judicial està constituït per una organització jeràrquica d'institucions que exerceixen la potestat de gestionar la justícia, entre les quals la Cort Suprema del Perú, les sales superiors de justícia, les corts de primera instància i les corts de pau.

La facultat d'interpretar la constitució en matèries específiques pertany al Tribunal Constitucional, integrat per set membres elegits pel Congrés de la República per un període de cinc anys.

### Subdivisió administrativa
La constitució actual del Perú estableix quatre categories de circumscripcions politicoadministratives: dues de regionals (regions i departaments) i dues de locals (províncies i districtes).

### Governs regionals
Tot i que la constitució actual preveu la conformació de les regions del país, en l'actualitat l'estat es troba en la primera fase del "procés de descentralització". A cada departament (24 en l'actualitat) així com la província constitucional del Callao, de manera separada, s'han conformat 25 governs regionals —el govern regional del departament de Lima no té cap jurisdicció sobre la província del Callao, que té govern regional propi, ni sobre la província de Lima, la municipalitat de la qual ha adquirit totes les funcions d'un govern regional.
Segons les estipulacions de la Llei Orgànica de Governs Regionals, les regions seran eventualment constituïdes per la iniciativa de les poblacions de dos o més departaments mitjançant les propostes de llurs governs regionals aprovades per referèndum. El primer referèndum del 2005 no va aconseguir l'aprovació de cap dels projectes de la conformació de les regions aleshores presentades, per la qual cosa no es podrà realitzar cap altra consulta, segons la Llei de Bases de la Descentralització, per sis anys, és a dir, fins al 2011. Atès l'statu quo, col·loquialment es considera que el Perú està dividit en 25 "regions". Aquestes regions se subdivideixen en províncies, les quals, al seu torn, se subdivideixen en districtes. N'hi ha, de províncies, 180, i de districtes, 1.747.
La província de Lima, localitzada a la costa central del país, és única, ja que no pertany a cap regió. La ciutat de Lima està localitzada en la província, també coneguda com a Lima Metropolitana.
| Mapa polític | 1. Amazonas 2. Ancash 3. Apurímac 4. Arequipa 5. Ayacucho 6. Cajamarca 7. Cusco 8. Huancavelica 9. Huánuco 10. Ica 11. Junín 12. La Libertad 13. Lambayeque 14. Lima 15. Loreto 16. Madre de Dios 17. Moquegua 18. Pasco 19. Piura 20. Puno 21. San Martín 22. Tacna 23. Tumbes 24. Ucayali |

Callao, tot i tenir només una província, també és una regió per si mateixa.

## Economia

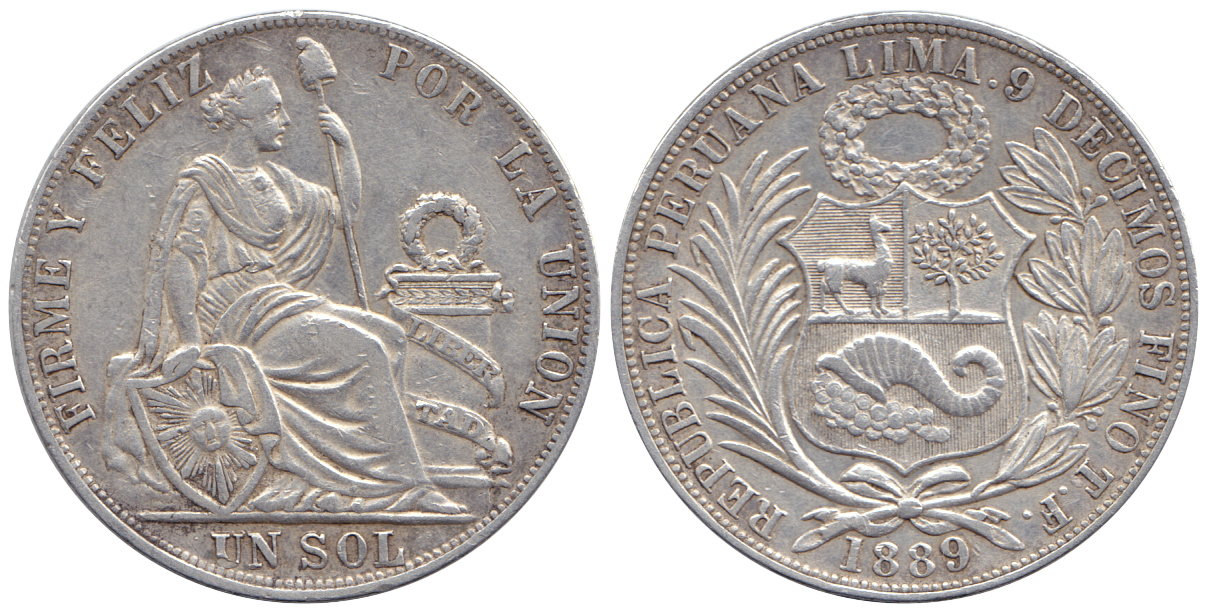
Moneda corrent de plata d'un sol de 1889. Lema: «Firme y feliz por la unión» (ferma i feliç per la unió)

Perú és tipificat com un país en vies de desenvolupament; el 2005 tenia un índex de desenvolupament humà del 0,773, i el 2006 tenia una renda per capita d'US$3.374, i un producte interior brut en paritat de poder adquisitiu d'US$7.600 el 2007. Segons les estadístiques nacionals, el 2007 el 39,3% de la població és pobre, i el 13,7% és extremadament pobre.
Perú és un país amb recursos naturals abundants; l'economia està molt enllaçada amb les exportacions amb els quals es financen les importacions i els pagaments del deute extern. L'economia peruana ha variat molt durant les últimes dècades. Entre el 1968 i 1975 el govern de Juan Velasco Alvarado va introduir reformes radicals, entre les quals, la reforma agrària, l'expropiació de les companyies estrangeres i un sistema de planejament econòmic centralitzat. Aquestes polítiques es van revertir durant la dècada de 1990 durant el govern d'Alberto Fujimori. La sobredependència dels minerals i els metalls afectada per les fluctuacions en els preus mundials, així com la manca d'una infraestructura adequada han dissuadit el comerç i la inversió. Després de molts anys amb un creixement inconsistent, l'economia peruana va créixer a taxes superiors al 4% del 2002 al 2006 i del 7,5% el 2007, gràcies als preus elevats dels minerals i metalls. Malgrat tot això, els nivells de pobresa i desigualtat encara hi són elevats.

## Geografia humana

### Dinàmica de població

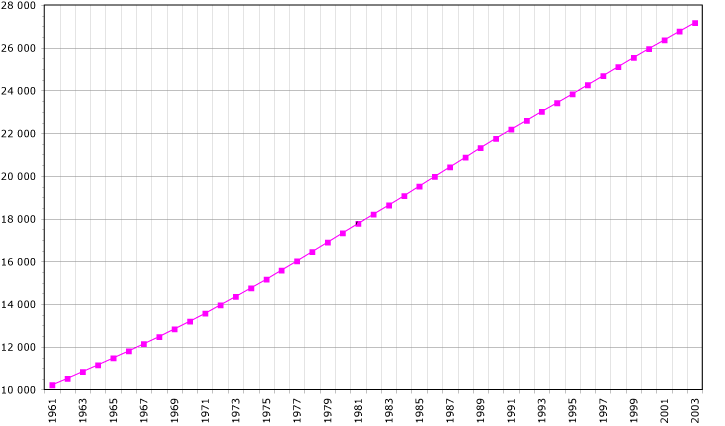
Creixement de la població peruana segons la FAO (1961-2001)

Amb 28 milions d'habitants, el Perú és el quart país més poblat de Sud-amèrica. La taxa de creixement poblacional ha decrescut del 2,6% a l'1,6% entre 1950 i el 2000; i s'espera que la població arribi als 42 milions el 2050. El 2007, el 75,9% de la població vivia en àrees urbanes i el 24,1% en àrees rurals. Les ciutats més importants són Lima, Arequipa, Trujillo, Chiclayo, Piura, Iquitos, Cusco, Chimbota i Huancayo, totes amb poblacions superiors als 250.000 habitants el 2007.

### Etnografia

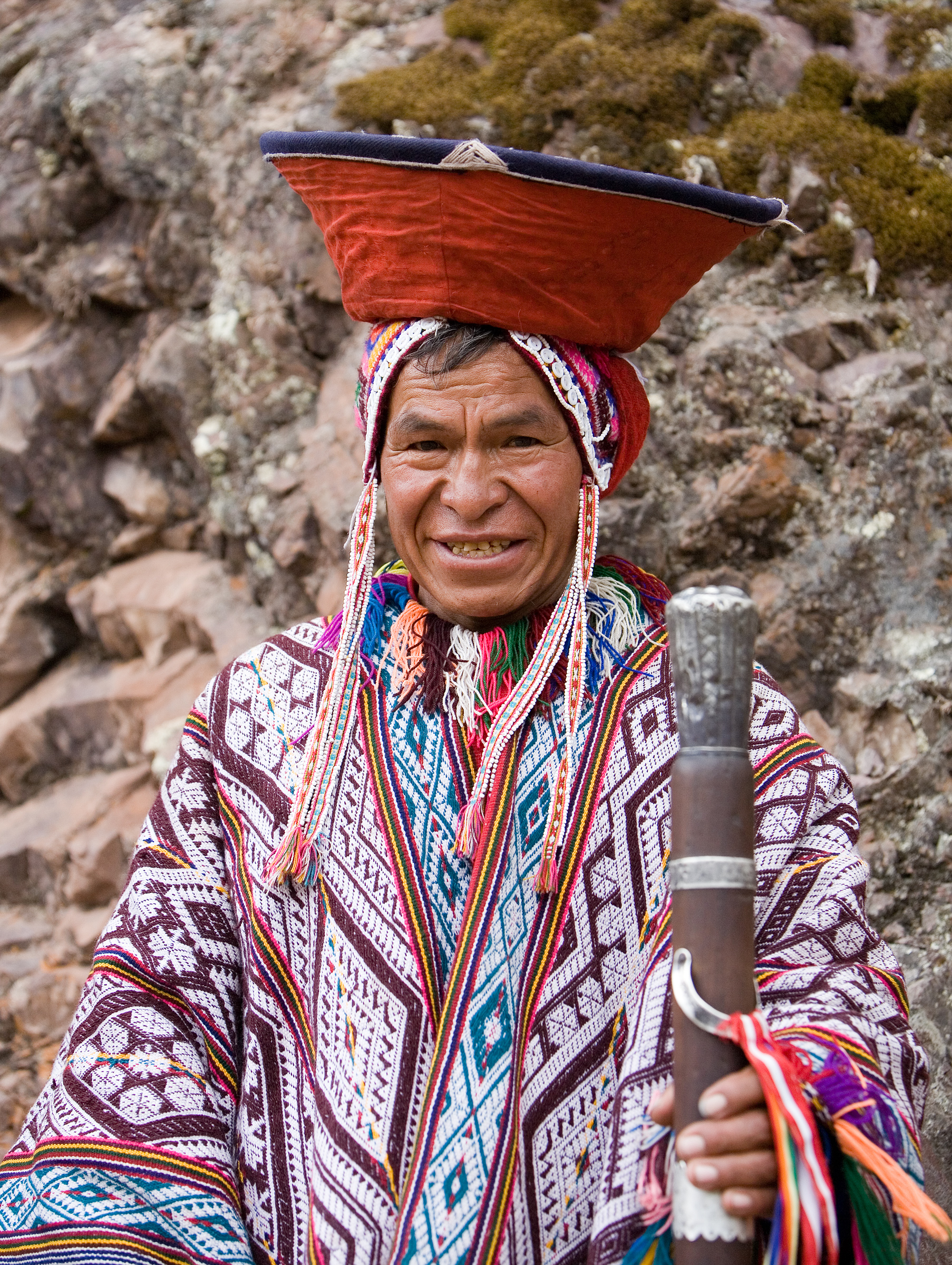
Home vestit amb robes tradicionals

Perú és una societat multiètnica en què s'han integrat diversos pobles i races durant cinc segles. El Perú és país en què els amerindis són majoria (55%). Els amerindis han habitat el territori peruà mil·lennis abans de la conquesta espanyola. Els espanyols i els africans van arribar durant el període colonial. Després de la independència hi van immigrar anglesos, francesos, italians i espanyols. Durant la dècada de 1850 hi van immigrar xinesos; altres grups importants són els àrabs i els japonesos que s'han endinsat en la població peruana.

### Llengües
La llengua oficial en tot el territori és el castellà i, on són predominants, les distintes llengües nadiues també ho són on siguin majoritàries. El castellà és la llengua principal del país. Coexisteix amb altres llengües ameríndies, la més important de les quals és el quítxua.

### Religió

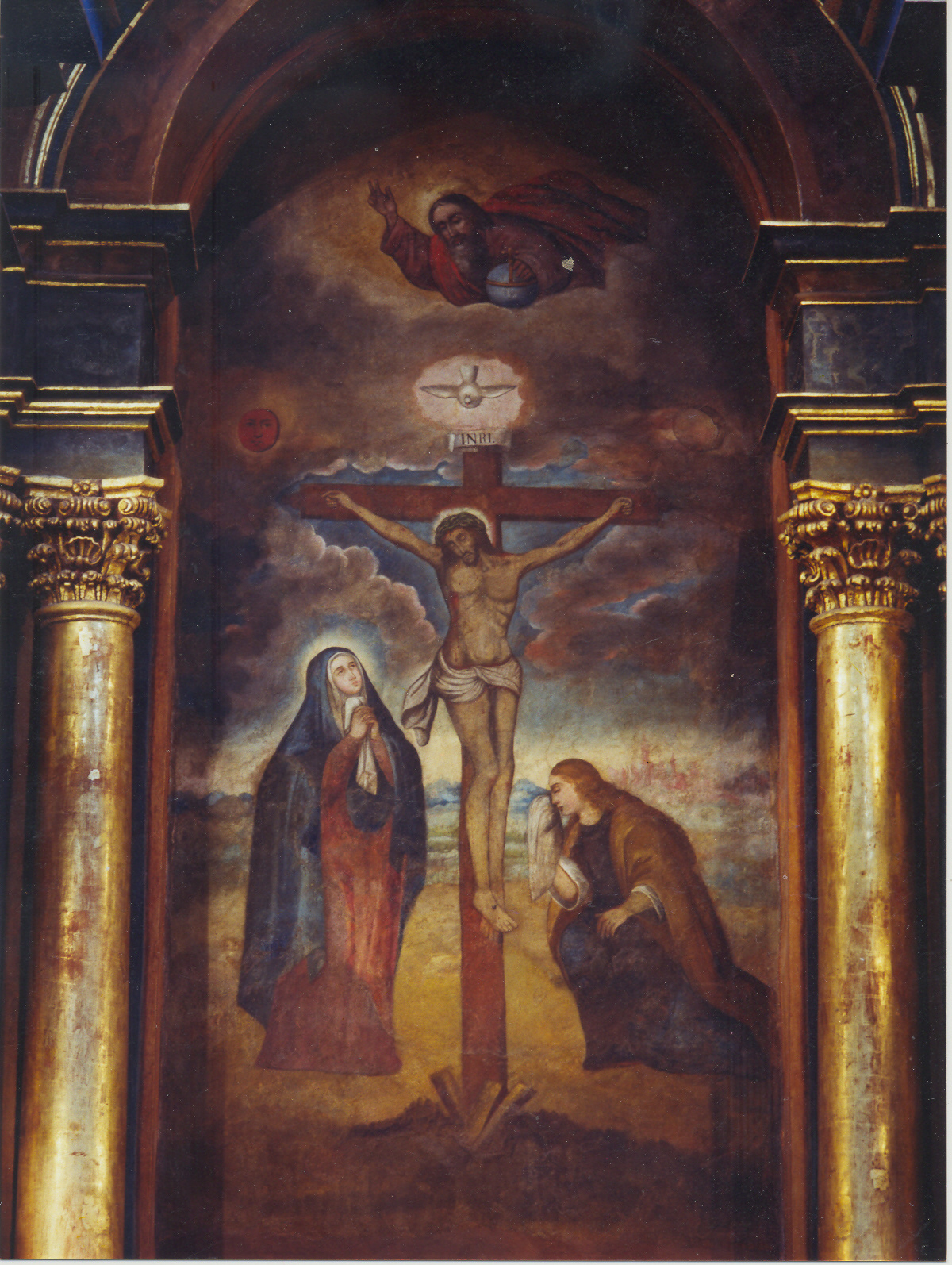
Jesús de Natzaret "Senyor dels Miracles"

Al Perú, la religió predominant és el cristianisme, on el catolicisme és la religió dominant (més del 80%), a més existeixen altres denominacions cristianes, principalment els protestants. Existeixen també aquells que professen el judaisme i l'islam. L'ateisme i l'agnosticisme hi són escassos.
Una de les manifestacions religioses més importants és la solemnitat de la processó del Senyor dels Miracles, la imatge del qual data del Virregnat del Perú i surt en processó pels carrers de Lima el mes d'octubre de cada any; també és una de les processons més grans del món, durant tot el mes d'octubre surt en processó; per aquesta raó tothom diu que octubre és el mes morat, i la imatge rep una gran quantitat de fidels de tot el Perú, més de deu mil. Aquesta imatge ha rebut homenatges del papa Joan Pau II (que la va anomenar la quaresma limenya) i del papa Benet XVI. Al Perú, com a la resta de Llatinoamèrica, hi ha una gran quantitat de devocions a la creu, així com moltes advocacions marianes, com la Verge del Chapi, la Mare de Déu del Carme o la Verge de la Porta.

### Educació
Al Perú, el sistema educatiu té tres nivells bàsics: l'educació inicial, que opcionalment pot començar-se als dos anys, però generalment, als tres; l'educació primària, que dura sis anys, amb un mestre per a cada aula, generalment, i la secundària de cinc anys, on es dona la polidocència. L'idioma anglès es troba dintre del currículum oficial del Ministeri d'Educació, encara que si el centre educatiu està vinculat amb algun altre país, l'idioma estranger sol variar.
L'educació superior es pot realitzar en universitats, instituts superiors, pedagògics, etc. Per a ingressar a aquests centres, és indispensable fer un examen d'admissió, encara que la seva dificultat depèn de l'exigència de la universitat. Actualment, les universitats estatals alberguen més de 100.000 alumnes en tot el país.
La Universitat Nacional Major de San Marcos és la universitat pública més important del país i la més antiga d'Amèrica.

## Cultura
La cultura peruana té les seves arrels en les tradicions ameríndies i espanyoles, tot i que ha estat influïda també per diversos grups ètnics d'Àfrica, Àsia i Europa. La tradició artística peruana va començar amb la terrisseria elaborada, la fabricació de tèxtils, l'orfebreria i l'escultura de les èpoques preinques. Els inques van mantenir aquests oficis i van construir obres arquitectòniques impressionants, com ara el Machu Picchu. El barroc va predominar en l'art virregnal, que va fer un sincretisme amb les tradicions autòctones. Durant aquest període l'art es concentrava majoritàriament en temes religiosos; les nombroses esglésies d'aquest període i les pintures de l'escola de Cusco en són una mostra. Les arts es van estancar després de la independència fins a l'aparició de l'indigenisme en la primera meitat del segle xx. Des de la dècada de 1950 l'art peruà ha estat eclèctic i influït per corrents internacionals i locals.

### Literatura

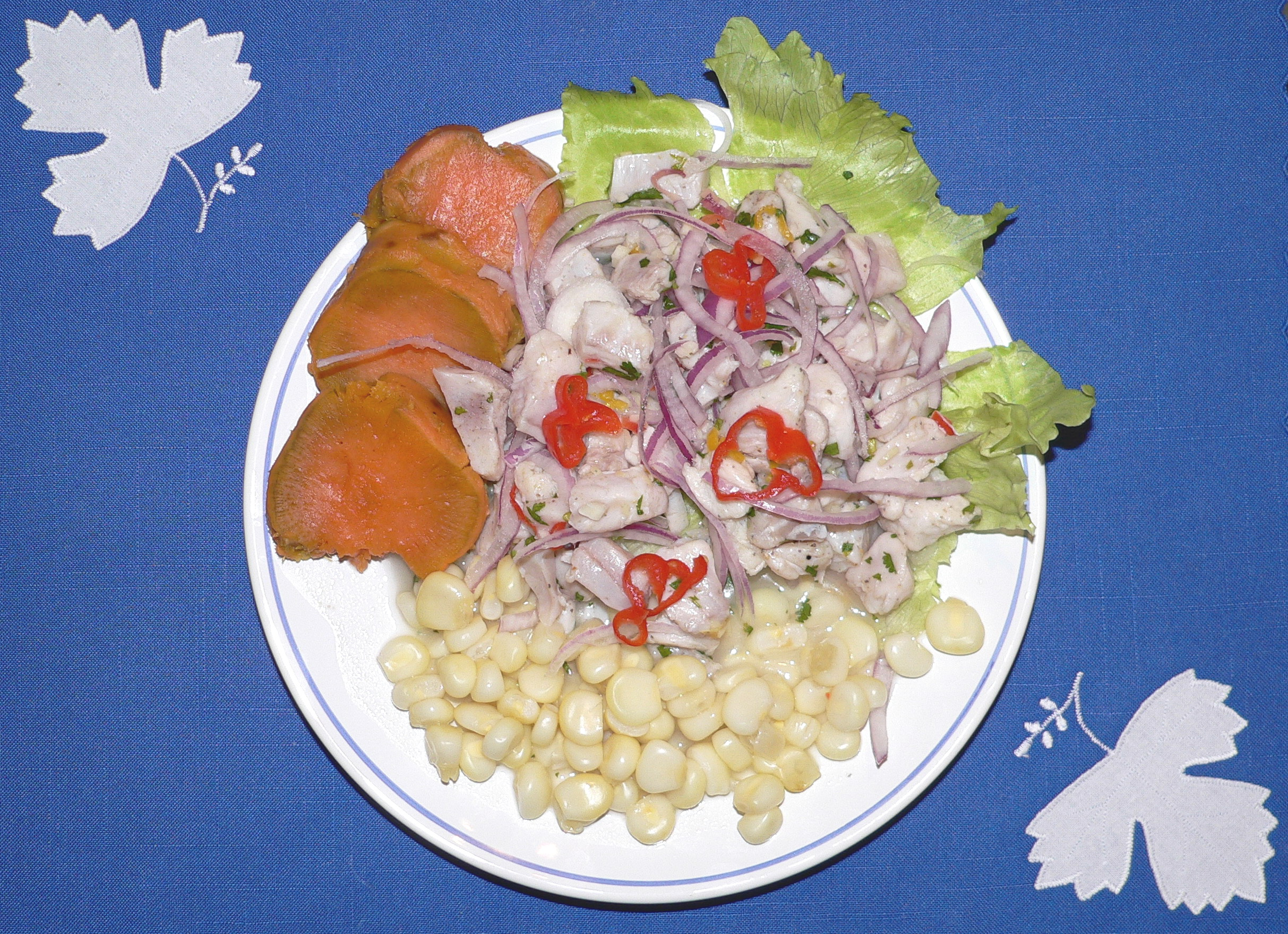
Ceviche, plat de peix i marisc

La literatura peruana té les seves arrels en les tradicions orals de les civilitzacions precolombines. L'expressió literària colonial va incloure les cròniques i la literatura religiosa. Després de la independència, el costumisme i el romanticisme es convertiren en els gèneres literaris més populars, com ara les obres populars de Ricardo Palma, José María Arguedas, i César Vallejo. Durant la segona meitat del segle, un dels exponents més importants de la literatura peruana ha estat Mario Vargas Llosa.

### Cuina

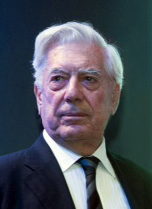
Mario Vargas Llosa

La cuina peruana és una mescla de la cuina ameríndia sud-americana i l'espanyola amb influències africanes, àrabs, italianes, xineses i japoneses. Alguns menjars típics són els articuchos, el ceviche, les humitas i la pachamanca.

### Pintura
La història de la pintura al Perú es remunta a l'època prehispànica, on es feien servir eines senzilles i tints d'origen natural. En aquell temps, la pintura es limitava a la decoració d'objectes ornamentals i utilitaris fets de ceràmica. Amb l'arribada dels conqueridors espanyols, la pintura passa a ser principalment una expressió de la religiositat catòlica. La pintura peruana té el seu origen més remot a l'art rupestre, destacant Toquepala i Lauricocha, l'antiguitat de la qual es datava en uns 10 000 anys.

## Història

Machu Picchu

Hi ha evidències d'assentament humà al Perú de fa més de cinc mil anys: les trobades arqueològiques recents a la regió de Norte Chico semblen indicar que s'hi desenvoluparen les civilitzacions més antigues del continent americà, prop del 3000 aC. Altres cultures aparegueren, com ara els chavín, chimú, nazca i tiwanaku, que emigraren al Perú des del nord. Totes les cultures tingueren característiques comunes, entre les quals, l'agricultura intensiva i rica en recursos tècnics, la ramaderia —única a Amèrica—, art, tècnica tèxtil, arquitectura, ceràmica, metal·lúrgia i orfebreria, així com l'organització social i religiosa.
El nom de l'imperi en quítxua fou Tawantinsuyu, que vol dir "les quatre regions" i prové de llurs divisions: Chinchaysuyu (al nord), Collasuyu (al sud), Antisuyu (a l'est) i Contisuyu (a l'oest). La capital fou la ciutat de Cusco. L'imperi començà a formar-se a partir de la victòria de Pachacútec, que encapçalava la confederació d'estats chanques l'any de 1438. Després de la victòria, es començà a organitzar l'imperi, i continuà una etapa de contínua expansió i posterior consolidació. Es desenvoluparen la cultura, la tecnologia, la ciència, i es bastiren grans edificis i mausoleus.

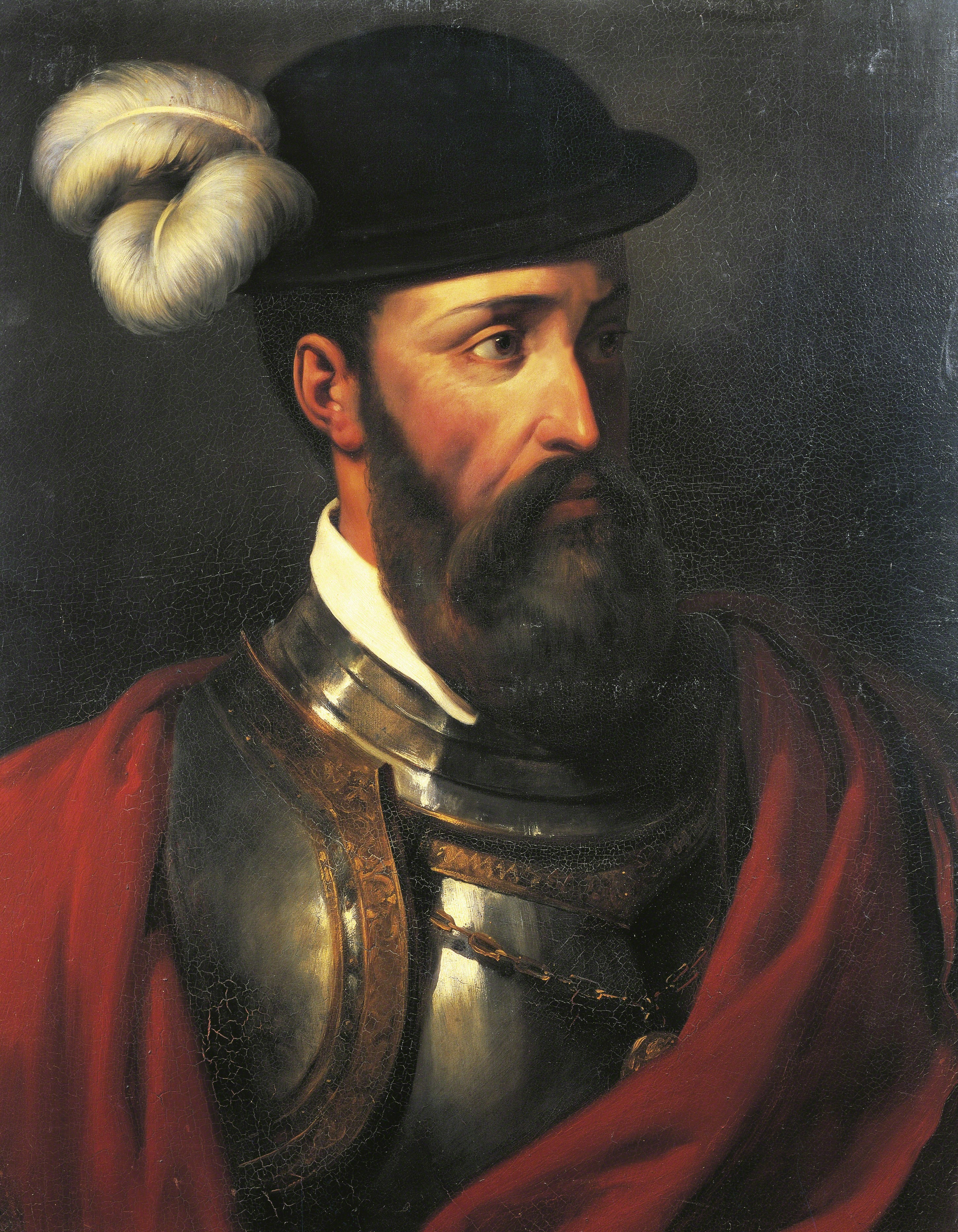
Francisco Pizarro

Després d'aquest període d'apogeu l'imperi entrà en declivi per diversos problemes, entre els quals, la confrontació pel tron entre els fills de Huayna Cápac, els germans Huáscar i Atahualpa, que es traduí en una guerra civil. Atahualpa vencé el 1532, però quan pujà al poder, arribaren les tropes espanyoles sota el comandament de Francisco Pizarro. Els espanyols capturaren l'emperador i l'executaren. Diversos inques rebels continuaren la lluita contra els espanyols fins a 1572.
El 1532, un grup de conqueridors espanyols encapçalats per Francisco Pizarro derrotaren les forces inques. Deu anys després la corona espanyola establí el Virregnat del Perú, que incloïa, al començament, la majoria de les colònies sud-americanes. El virrei Francisco de Toledo reorganitzà el país el 1570; la mineria de plata es convertí en la principal activitat econòmica basada en la mà d'obra forçada dels indígenes. Els metalls preciosos de tots els virregnats americans proveïren de recursos la corona espanyola, la qual, al seu torn, permetia el comerç centralitzat a la metròpoli. En el segle xviii el declivi de la producció de plata, en conjunció amb una dolenta administració dels recursos anteriors, disminuïren les entrades de la corona. Com a resposta, s'efectuaren les reformes borbòniques, una sèrie d'edictes que incrementaren els impostos, i reorganitzaren econòmicament i políticament l'imperi. El Virregnat del Perú es dividí, i es crearen el Virregnat de Nova Granada i el Virregnat del Riu de la Plata. Les noves lleis provocaren diverses revoltes dels indígenes, que foren sufocades.
El 28 de juliol de 1821, el moviment independentista encapçalat pel general argentí José de San Martín, que arribà des de Xile, declarà la independència del Perú, i instaurà la República del Perú, nom que quedà consignat tàcitament en l'Acta d'Independència. Tanmateix, no seria sinó fins al 1824 que el general veneçolà Simón Bolivar aconseguí expulsar definitivament les tropes reialistes establertes al sud.

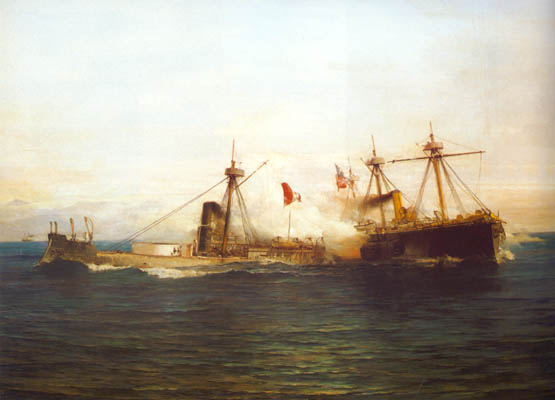
Batalla d'Angamos, decisiva en la Guerra hispanosudamericana

Durant els primers anys de la República, les lluites endèmiques pel poder entre els caps militars provocaren inestabilitat política. En aquest període es forjà la identitat nacional, en fracassar els projectes d'unificació de totes les antigues colònies hispanes, així com la unió amb Bolívia. Entre les dècades de 1840 i 1860, el Perú tingué un període d'estabilitat econòmica i política, basada en l'explotació del guano. El president Ramón Castilla se n'aprofità de les exportacions per incrementar els recursos de l'estat. Tanmateix, en malgastar-se els recursos, en la dècada de 1870, el país havia acumulat un gran deute, i els conflictes polítics ressorgiren.
El reconeixement per part d'Espanya de la independència de la República del Perú es va produir amb el tractat de París el 14 d'agost de 1879.
Xile derrotà el Perú en la Guerra del Pacífic de 1879-1883, i perdé les províncies d'Arica i Tarapacá, en el tractat d'Ancón i el tractat de Lima. Les lluites internes posteriors a la guerra foren seguides d'un període d'estabilitat sota el govern del Partit Civilista, i aquest fou seguit d'un període autoritari sota Augusto B. Leguía. La Gran Depressió influí en la caiguda de Leguía. Després de diversos conflictes polítics, emergí l'Aliança Popular Revolucionària Americana. La rivalitat entre aquesta organització i una coalició de l'elit i els militars definí la política peruana de les tres dècades següents.
El 1968, les forces armades, encapçalades pel general Juan Velasco Alvarado, dirigiren un cop d'estat contra el president Fernando Belaúnde. El nou règim emprengué reformes radicals per tal de promoure el desenvolupament, però no aconseguí el suport popular.
El 1975, Velasco fou deposat violentament pel general Francisco Morales Bermúdez, el qual paralitzà les reformes i restablí la democràcia. Durant la dècada de 1980, el Perú experimentà una greu recessió, acompanyada d'un deute extern considerable, altes taxes d'inflació, l'increment del narcotràfic i violència política massiva. Sota la presidència d'Alberto Fujimori (1990-2000), el país començà a recuperar-se. Tanmateix, després de diverses acusacions d'autoritarisme, corrupció i violació dels drets humans, renuncià. Des de la fi del règim de Fujimori, el Perú ha assajat de lluitar contra la corrupció i aconseguir un desenvolupament econòmic sostenible.
Davant d'un procediment imminent d'impeachment, el 7 de desembre de 2022, el President Pedro Castillo va intentar dissoldre il·legalment el Congrés de la República i governar per decret, i com a resposta, el Congrés de la República del Perú inclent el seu propi partit polític el va destituir i fou detingut, nomenant en el seu lloc a la seva vicepresidenta Dina Boluarte, la primera dona en assumir el càrrec.